# Porta Molino
 (juin 2022).
Si vous disposez d'ouvrages ou d'articles de référence ou si vous connaissez des sites web de qualité traitant du thème abordé ici, merci de compléter l'article en donnant les références utiles à sa vérifiabilité et en les liant à la section « Notes et références ».

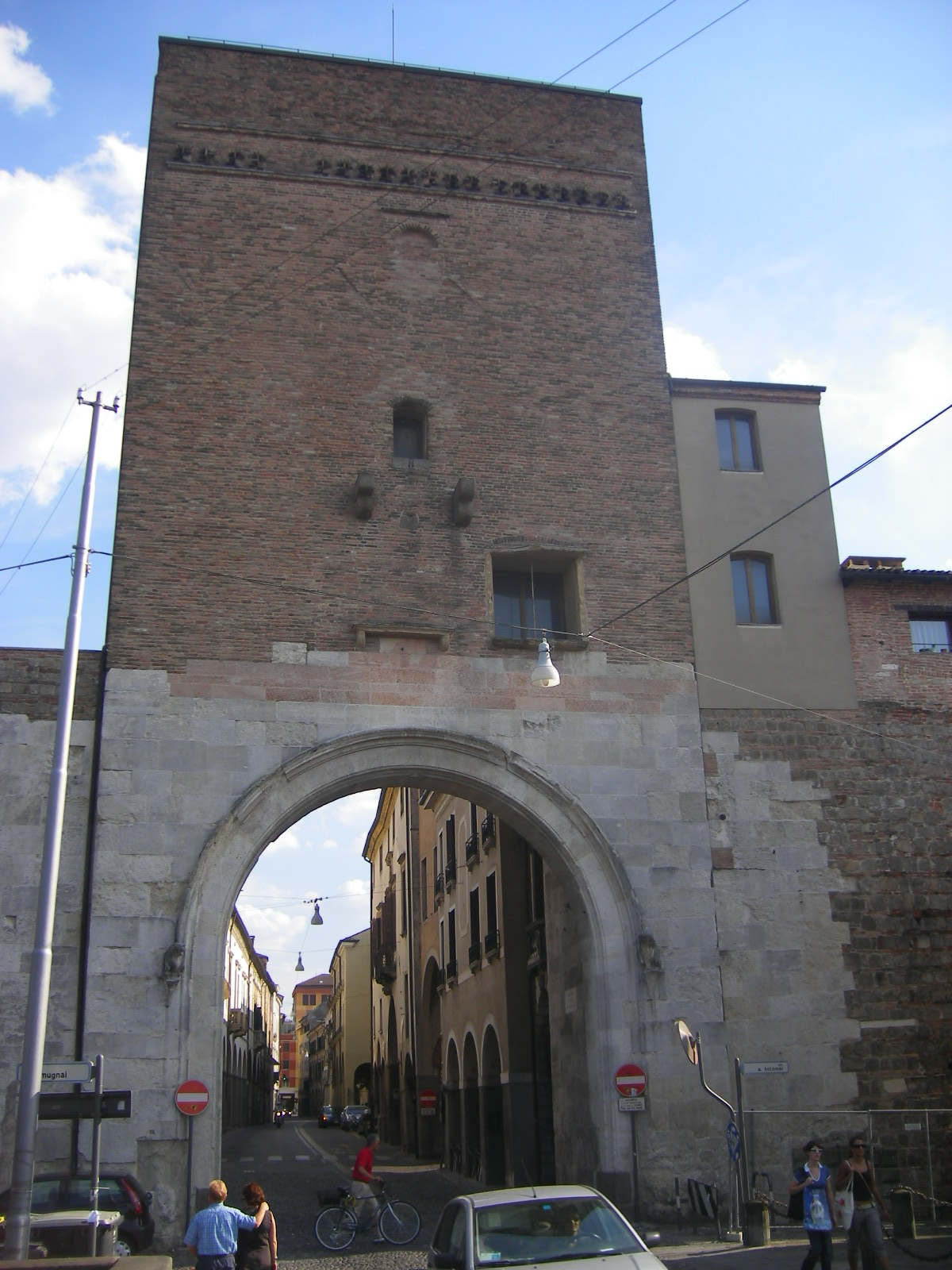
La porte de Ponte Molino

La Porta Molino ou Porta dei Molini était la principale des quatre entrées « royales » qui s'ouvraient dans les murs médiévaux de Padoue. Orientée vers le nord, elle s'élève au bout du pont romain Molino qui traverse la branche du Bacchiglione appelée Tronco Maestro où, jusqu'en 1884, fonctionnaient trente-trois roues d'autant de moulins montés sur des barques, d'où la porte et le pont tirent leur nom.

## Histoire et description
Haute de près de 26 mètres, elle a été construite en pierre et en brique au XIIIe siècle, conçue comme un accès solennel à la route royale ou route principale (aujourd'hui via Dante), la rue la plus importante de Padoue. La tour s'élève à l'extérieur sur une sorte d'arc de triomphe roman en pierre (également décoré d'un couple de lions) tandis qu'à l'intérieur se trouvent deux arcs (le plus large et le plus suggestif est un arc en ogive) qui permettaient de faire fonctionner les machines de défense, dont les grandes portes battantes dans les logements en pierre encore visibles. L'accès baroque à la tour supérieure est une construction du XVIIe siècle à côté de la façade intérieure, sur la gauche. Sur les côtés, il y a des sections des murs municipaux, qui continuent vers l'ouest le long de via del Casin Rosso. L'accès piéton est le résultat d'interventions du XIXe siècle.
À la fin du XIXe siècle, la partie supérieure de la porte servait de réservoir d'eau pour le premier réseau de distribution d'eau potable de la ville. La rumeur selon laquelle Galilée, dans sa période padouane, aurait utilisé la porte comme observatoire astronomique est probablement fausse (même si créditée par une plaque de Carlo Leoni).

## Autres projets
- Photographie ancienne sur la wiki it : « Les moulins flottants dans la seconde moitié du XIXe siècle. Au fond, à gauche, la porte. »